# Hiltrud Wessling

Hiltrud Wessling

Hiltrud Wessling (geb. Hiltrude Katharina Hauschild; * 21. Januar 1932 in Neuwied; † 12. Februar 2008 in Münster) war eine ehrenamtlich tätige Bürgerin. 

## Leben
Nach der Volksschule arbeitete sie zunächst als Sekretärin und später bis 1982 als Geschäftsführerin beim Landesjugendring Westfalen-Lippe.
Hiltrud Wessling gründete 1971 den Landeselternrat der Gesamtschulen in Nordrhein-Westfalen, den sie über zehn Jahre lang als Vorsitzende leitete, ebenso wie den Arbeitskreis Gesamtschule im Bundeselternrat. In dieser Zeit begann sie ihre Arbeit als Schöffin am Landgericht Münster.
Ihr Engagement in der Altenpolitik begann sie 1983 mit einer Gruppe „Alte für Alte“ sowie einem Gesprächskreis „Pflegende Angehörige“. Als Mitglied im Seniorenrat Münster gründete sie 1988 die Begegnungsstätte „Altes Backhaus“ in Münster, die sie über zehn Jahre leitete. Danach war sie zunächst Stellvertretende und dann Vorsitzende der Landesseniorenvertretung Nordrhein-Westfalen. Von 2003 bis zu ihrem Tod vertrat sie die Interessen der Senioren als Mitglied des WDR-Rundfunkrates.
1957 heiratete sie Josef Gerhard Wessling, mit dem sie die Söhne Georg und Ewald Wessling hatte.

## Ehrungen
- 1980: Bundesverdienstkreuz am Bande
- 1995: „Münster-Nadel“ der Stadt Münster[2]
- 2005: Verdienstorden des Landes Nordrhein-Westfalen[3]